# Endohedral fulleren
En endohedral fulleren er en fulleren, der har ekstra atomer, ioner eller klustre indesluttet i deres indre hulrum. Det første lanthan-C60-kompleks blev syntetiseret i 1985 og er kaldet La@C60. @-tegnet i navnet indikerer et lille molekyle fanget inden i en skal. To typer af endohedrale komplekser eksisterer: endohedrale metallofullerener og ikke-metaldopede fullerener.